# 学校司書
学校司書（がっこうししょ）とは、学校図書館において司書にあたる業務を行う職員。日本においては以前は法令で規定されていなかったが、2015年4月1日からの学校図書館法第6条により「学校図書館の運営の改善及び向上を図り、児童又は生徒及び教員による学校図書館の利用の一層の促進に資するため、専ら学校図書館の職務に従事する職員」と規定されている。

## 概要
学校司書は、学校図書館の全ての運営を担当しており、業務を行うためには専門的知識・技能・経験が必要である。主には、学校図書館サービスと技術的な面を担当する。また、授業支援や学習内容に興味を持たせるための資料の紹介なども行っている。学校司書は法令で規定された言葉ではなかったが、図書館法に基づく司書と異なる点があることを明示するために用いられていた。

## 資格
現在のところ「学校司書の資格」の制度化はされていない。2014年に実施された調査によると、地方自治体が学校司書を採用する際の条件としては、司書（司書補）資格が59%、司書教諭資格が15%、勤務経験が16%、資格・経験不要が35%であった。
また、「学校図書館法の一部を改正する法律」（平成26年6月27日法律第93号）の附則において、国は法律の施行後速やかに、学校司書の資格の在り方、その養成の在り方等について検討を行うものとされたが、2016年に文部科学省が「学校司書の資格・養成等に関する作業部会」を設置し検討した結果、35%の地方自治体が資格も経験も求めていない現状を踏まえ、司書資格や司書教諭資格のような「学校司書の資格」を定めることはせず、大学・短大におけるモデルカリキュラムを示すにとどめる方針を明らかにした。
学校司書のモデルカリキュラムは下記の通り。
- 学校図書館概論（司書教諭資格の科目「学校経営と学校図書館」で読み替え可能）2単位
- 図書館情報技術論（司書資格の科目）2単位
- 図書館情報資源概論（司書資格の科目）2単位
- 情報資源組織論（司書資格の科目）2単位
- 情報資源組織演習（司書資格の科目）2単位
- 学校図書館サービス論 2単位
- 学校図書館情報サービス論（司書資格の科目「情報サービス論」「情報サービス演習」2科目で読み替え可能）
- 教職に関する科目（ただし、以下の内容を含む必要がある。）6単位
  - 教育の基礎理論に関する科目のうち、「教育の理念並びに教育に関する歴史及び思想」の事項を含む科目（例：教育原理等）
  - 教育の基礎理論に関する科目のうち、「幼児、児童及び生徒の心身の発達及び学習の過程（障害のある幼児、児童及び生徒の心身の発達及び学習の過程を含む。）」の事項を含む科目（例：教育心理等）
  - 教育課程及び指導法に関する科目のうち、「教育課程の意義及び編成の方法」の事項を含む科目（例：教育課程論等）
- 学習指導と学校図書館（司書教諭資格の科目）2単位
- 読書と豊かな人間性（司書教諭資格の科目）2単位

## 歴史
1953年に成立した学校図書館法では、学校図書館の運営の主体となる職員として教諭をもって充てる司書教諭を想定していた。しかしながら、当初、司書教諭資格者養成期間の経過措置と説明されていた附則第二項の「学校には、当分の間、第五条第一項の規定にかかわらず、司書教諭を置かないことができる。」との規定が長期にわたって改正されず、2003年まで50年近く大部分の学校において司書教諭が発令されていなかった（法改正は1997年）。この状況において、実際に学校図書館の業務を行う職員の呼称として用いられてきたのが「学校司書」の語である。公立の学校においては何らかの公務員としての職種に属する。いずれの職種に属するかについては、設置する地方公共団体等により異なり、教育職である実習助手あるいは行政職である学校事務職員などの職にある。法令上規定された言葉ではないため、特別の資格を必要とするものではないが、図書館法に定める司書資格を有する者や学校図書館法に定める司書教諭の講習を修了した者もいる。近年、全国各地の保護者や住民による働きかけと自治体の努力によって、全国小・中・高校のほぼ半数（それぞれ47.8%、48.2%、67.7%。文科省平成24年度学校図書館の現状に関する調査）の学校に学校司書が配置されている。

## 学習指導要領上の位置づけ
学習指導要領においても言語活動の充実、探究的な学習など、学校図書館が教育に果たす役割がます ます大きくなっており、学校図書館がまずは図書館として機能し、児童生徒の学びや読書活動におけ る役割を果たすために、専門・専任・正規職員の学校司書が全校に配置される法制化が必要とされ、2014年6月20日に議員立法として学校司書を定めた「学校図書館法の一部を改正する法律」が成立し、平成26年6月27日に公布、翌年4月1日施行された。